# آثار منطقة أبي قير الغارقة
تُعَد الآثار الغارقة بمنطقة أبي قير نتاج عن مخلفات مدينتي هيراكليون ومينوتيس.

## الموقع
يُعد الكثير من الآثار الغارقة في منطقة خليج أبي قير والتي تقع في شرق الإسكندرية من بقايا آثار مدينة مدينة هرقليون، وكانت هذه المنطقة قديمًا تسمي كانوب لوقوعها وتحكمها في أهم فروع النيل آنذاك وهو الفرع الكانوبي والذي كان له ميناء يعتبر هو المدخل الرئيسي لمصر من جهة الحر المتوسط، ونظرًا لهذا الموقع المتميز نشأت الكثير من المدن التي لعبت دورًا هامًا في النشاط التجاري والبحري على السواء وكانت أهم تلك المدن مدينة هيراكليون التي كانت من أهم المواني المصرية في الفترة ما قبل مجئ الإسكندر وبناء الأسكندرية.

## بدايات الكشف الأثري في المنطقة
في الثلاثينيات من القرن العشرين كان أحد الطيارين البريطانيين يُحلق فوق خليج أبي قير وقد لفت أنظاره كمية القطع الأثرية الغارقة في تلك المنطقة والتي كان من السهل ملاحظتها نظرًاا لنقاء المياه آنذاك في تلك المنطقة، فذهب بعد ذلك لإخبار الأمير عمر طوسون الذي كان يشتهر بحبه الشديد للآثار فقام بعمل مسح أثري لهذه المنطقة ونتج عن هذا المسح الكشف عن العديد من القطع الأثرية المغمورة بالمياه مثل: بقايا معبد هيراكليون، كم ضخم من الأواني الفخارية، عدد من التماثيل مثل رأس للأسكندر الأكبر مصنوع من الجرانيت وتمثال فرعوني لأبي الهول.

## المخلفات الأثرية في خليج أبي قير

### الآثار الغارقة البحرية
- سفن أسطول نابليون المحطمة في أبي قير

في عام 1798م وقعت معركة أبي قير البحرية والتي دارت بين الأسطول الفرنسي بقيادة نابليون بونابرت والأسطول الإنجليزي بقيادة نيلسون ونتج عنها تدمير وغرق معظم سفن الأسطول الفرنسي بما فيها «سفينة القيادة لوريان»، اكتشف الغواص كامل أبو السعادات عام 1965م ثلاثة من السفن الغارقة وأخبر بهم الجهات المختصة، سمحت السلطات المصرية لبعثة فرنسية بالتنقيب عن سفن هذا الأسطول، استعانت البعثة بالغواص المصري ونجحت في الكشف عن ثلاثة سفن من ضمنهم سفينة القيادة.
- مكتشافات البعثة الأثرية المصرية الأوروبية التابعة للمعهد الأوروبي للآثار البحرية

قامت هذه البعثة في عام 2019م بأعمال تنقيب في موقع مدينة كانوب ومدينة هيراكليون في خليج أبي قير بالإسكندرية وقد أوضح رئيس البعثة فرانك جوديو أنه عُثِرَ علي حطام سفن يصل عددهم إلى حوالي 75 سفينة من ضمنهم سفينة على الطراز الفرعوني تؤرخ بنهاية القرن الخامس قبل الميلاد.

### الآثار الغارقة غير البحرية
عُثر في هذه المنطقة الغنية بالمخلفات الأثرية علي بقايا معابد قديمة كانت في المدن التي أُنشِئت في هذه المنطقة قديمًا وأعمده لمنشآت قديمة وعدد من التماثيل ومجموعات من الأواني الفخارية تعود إلى عصور مختلفة ولعل من أهم القطع الأثرية الغارقة «تمثال ضخم لأحد الفراعنة» يبلغ ارتفاعه أكثر من خمسة أمتار، كما تُعد «بقايا معبد هيراكليون» من أهم الآثار الغارقة في المنطقة،
كما كشف الأثري والغواص فرانك جوديو عن أطلال المعبد الرئيسي للمدينة وهو معبد آمون جرب ولكنه كان مدمر بالكامل. الجدير بالذكر أن مركز الغوص في منطقة أبي قير يقوم بتنظيم رحلات غوص تحت الماء لمشاهدة الآثار التي لم تستخرج من الماء حتي الآن.